# Inge Schwank

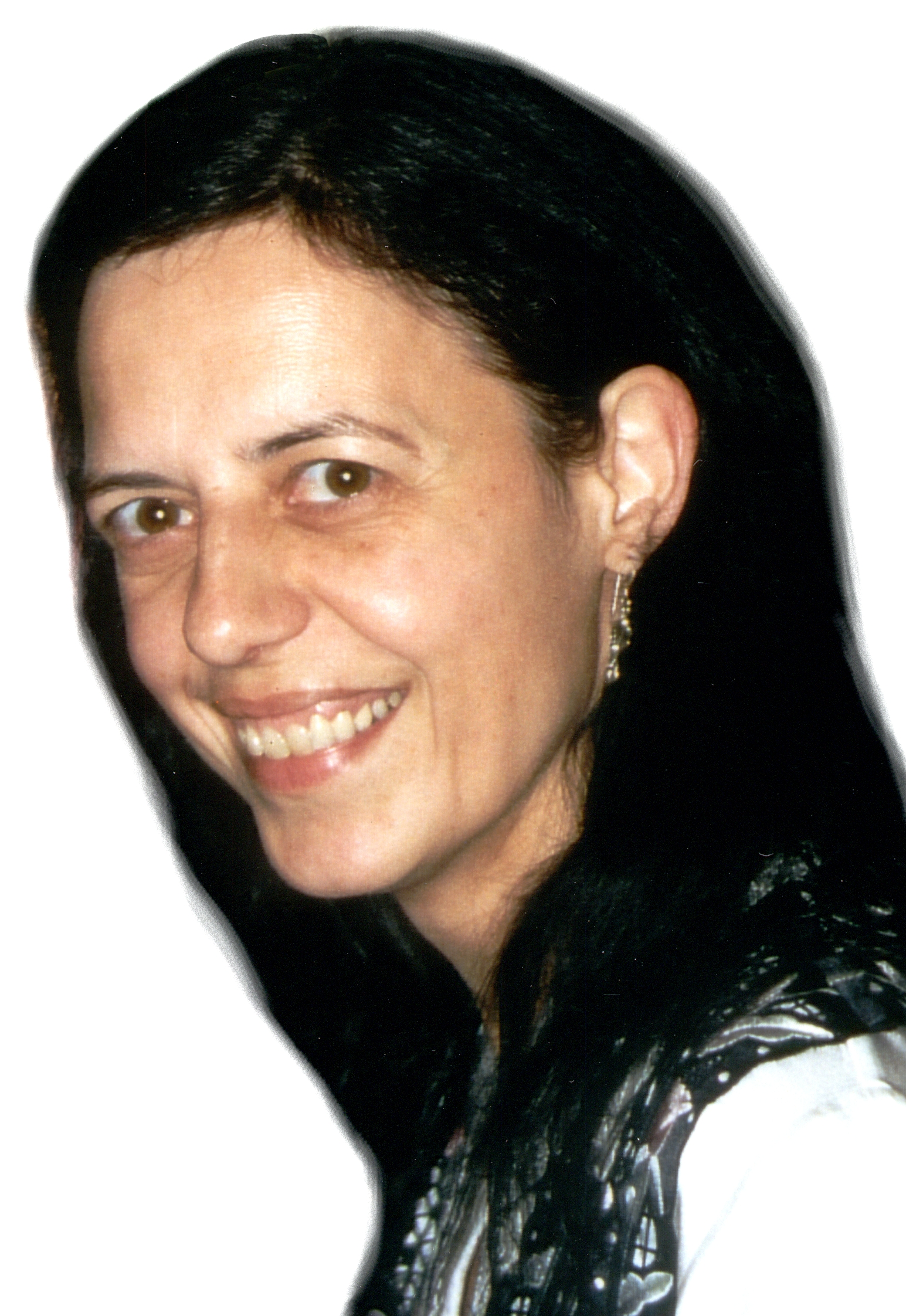
Inge Schwank

Inge Schwank (* 6. Juli 1959 in Königstein im Taunus) ist eine deutsche Mathematikdidaktikerin und Hochschullehrerin. Seit 2014 ist sie Professorin für Didaktik der Mathematik an der Universität zu Köln.

## Leben und Werk
Schwank studierte nach dem Abitur 1977 in Bad Bentheim an der Universität Osnabrück Mathematik und Physik. Nach der 1. Staatsprüfung für das Lehramt an Gymnasien 1982 war sie bis 1984 wissenschaftliche Mitarbeiterin in der Arbeitsgruppe 'Grundlagen der Mathematik / Mathematikdidaktik' und promovierte 1984 bei Elmar Cohors-Fresenborg mit der Dissertation: Präferenzgesteuerte [alpha-beta-gamma]-Automaten. Anschließend war sie bis 2009 Geschäftsführerin des Forschungsinstituts für Mathematikdidaktik e. V. (FMD) in Osnabrück. 1992 habilitierte sie kumulativ im Fachgebiet Mathematik mit der Fachrichtung Mathematikdidaktik an der Universität Osnabrück. 1994 wurde sie dort zur außerplanmäßigen Professorin ernannt und verwaltete eine Professur für Didaktik der Mathematik an der Universität zu Köln. 1999 war sie  Gastprofessorin für  Kognitive Mathematik an der East China Normal University in Shanghai. Nach der Verwaltung einer Professur für Didaktik der Mathematik an der Universität Osnabrück wurde sie 2001 Universitätsprofessorin für Mathematikdidaktik. Seit 2014 ist sie Professorin für Didaktik der Mathematik an der Universität zu Köln.

## Forschung und Projekte
Aktuelle Forschungsschwerpunkte sind neben den neurowissenschaftlichen Grundlagen arithmetischen Denkens und den Denkformen formalen Denkens vor allem die mathematische Frühförderung und Dyskalkulie.

### Internationale Forschungsarbeit
Inge Schwank pflegt Verbindungen zu verschiedenen Instituten und Universitäten in der Volksrepublik China. Im Laufe der gemeinsamen Forschungsprojekte wurde sie mit den folgenden Ehrungen ausgezeichnet:
- 10/95: Ehrenleiterin des mathematikdidaktischen Labors, Institute for International and Comparative Education, Pädagogische Universität Ostchina, Shanghai
- 4/97: Ernennung zur Ehrenprofessorin (Advisory Professor) der Pädagogischen Universität Ostchina, Shanghai
- 5/99: Ernennung zur Ehrenschulleiterin der dem Stützpunkt des Zentrums für Lehrerfortbildung Shanghai zugeordneten Sekundarschule
- 9/05: Ernennung zur Ehrenprofessorin (Advisory Professor) der Pädagogischen Hochschule Ili, Gulja, Uigurisches Autonomes Gebiet Xinjiang
- 9–10/05: Ernennung zur wissenschaftlichen Ratgeberin der 15. Primary School und der 8. Middleschool in Gulja, Uigurisches Autonomes Gebiet Xinjiang, sowie der 1. Middle School in Qapqal, Uigurisches Autonomes Gebiet Xinjiang
- 2010–2013: Erziehungsberaterin der Chongqing YuZhong No. 2 Experimental Elementary School
- 2010–2014: Kooperationspartnerin der Affiliated Middle School of Shanghai Teacher Training Center (an der Pädagogischen Universität Shanghai)
- Seit 08/2010: Hauptberaterin des Zentrums „Kognitive Mathematik - experimentelle Forschung“. Dieses Zentrum gehört zum Zentrum für die Entwicklung des chinesischen Mathematikunterrichts der Chinesischen Gesellschaft für Erziehung. Hauptstandort ist: Institute of Mathematical Sciences der Pädagogischen Hauptstadt-Universität, Peking
- 3/2011: Ernennung zur Ehrenprofessorin der Pädagogischen Universität Shanghai

## Ausgewählte Literatur
- Schwank, I. (2011): Mathematisches Grundverständnis: Denken will erlernt werden. In H. Keller (Hg.): Handbuch der Kleinkindforschung. 4. korrigierte, überarbeitete und erweiterte Auflage.
- Schwank, I. (2010): Erlebniswelt Zahlen - Spielereien mit der Rechenwendeltreppe für Vorschulkindern. Osnabrück: Forschungsinstitut für Mathematikdidaktik
- Schwank, I. (2010): Zahlentheater - Spiele mit Holzfiguren zur Vorbereitung der Schulschrift (mit Anwendung am Zahlenstrahl). Forschungsinstitut für Mathematikdidaktik
- Schwank, I. (2010): Vom Umgang mit dem Nichts als Zahl und anderen Ideen. In S. Kliemann (Hg.): Diagnostizieren und Fördern. 129–141. Berlin: Cornelsen Scriptor.
- Schwank, I. (2009): Um wie viel geht es ? – Orientierung im Zahlenraum mit Bruchzahlen. In A. Fritz-Stratmann & S. Schmidt: (Hg.): Fördernder Mathematikunterricht in der Sek I. Rechenschwierigkeiten erkennen und überwinden. 109–122. Weinheim/Basel: Beltz.
- Schwank, I. (2009): Mädchen und Jungen fördern – Kognitive Grundlagen kennen. klexer – Magazin für die Grundschule. Nr. 23. Juli 2009. 3–5. Cornelsen.
- Schwank, I. & Nowinska, E. (2008): Die Denkform des Formeldenkens. In B. Barzel, T. Berlin & A. Fischer (Hg.): Algebraisches Denken. Festschrift für Lisa Hefendehl-Hebeker. 111–122. Hildesheim: Franzbecker.
- Schwank, I. (2008): Mathematiklernen: Die verkannte Bedeutung des sprachlosen Denkens. In S. Kliemann (Hg.): Diagnostizieren und Fördern in der Sekundarstufe I –  Schülerkompetenzen erkennen, unterstützen und ausbauen. 174–185. Berlin: Cornelsen Scriptor.
- Schwank, I. & Nowinska, E. (2007): Zur Vorbereitung algebraischen Denkens. In L. Hefendehl-Hebeker & I. Schwank (Hg.): Entwicklung des algebraischen Denkens. Preprint zum gleichnamigen Minisymposium D05 der gemeinsamen Jahrestagung von DMV und GDM in Berlin. 5–8. Osnabrück: Universität Osnabrück. Weiter in: Beiträge zum Mathematikunterricht 2007. 116–119. Hildesheim: Franzbecker.
- Schwank, I. (2005): Die Schwierigkeit des Dazu-Denkens. In M. von Aster / J.-H. Lorenz (Hg.), Rechenstörungen bei Kindern. - Neurowissenschaft, Psychologie, Pädagogik. 93–133. Göttingen: Vandenhoeck & Ruprecht.
- Schwank, I. (2005): Kinder sind keine Taschenrechner. Interview. Gehirn & Geist. 6/05, 34–37.
- Schwank, I. (2004): eLearning: Individualität als Herausforderung - Kognitionsdidaktische Notizen. In M. Franzen (Hrsg.), Die Zukunft von eLearning. Neue Erkenntniss aus Gehirnforschung, Pädagogik und Wirtschaft. 47–65. Zürich: EMPA-Akademie.
- Schwank, I. (2003): Einführung in funktionales und prädikatives Denken. In I. Schwank: ZDM-Themenheft 'Zur Kognitiven Mathematik', 70–78.
- Schwank, I. (2001): Analysis of Eye-Movements During Functional Versus Predicative Problem Solving. 2nd Conference for the
- Schwank, I. (2000): Zum funktionalen/prädikativen Denken und operativen Prinzip im Mathematikunterricht der Grundschule. In Beiträge zum Mathematikunterricht 2000, S. 579–582. Hildesheim, Franzbecker.
- Schwank, I. (1999): On Predicative versus Functional Cognitive Structures. In I. Schwank (ed.) European Research in Mathematics Education, Vol. II, 84–96. Osnabrück: Forschungsinstitut für Mathematikdidaktik.